# Zastava M21
El Zastava M21 es un moderno fusil de asalto desarrollado y fabricado por la compañía serbia Zastava Arms. El diseño del ZM21 parte de la serie Kalashnikov de Rusia.

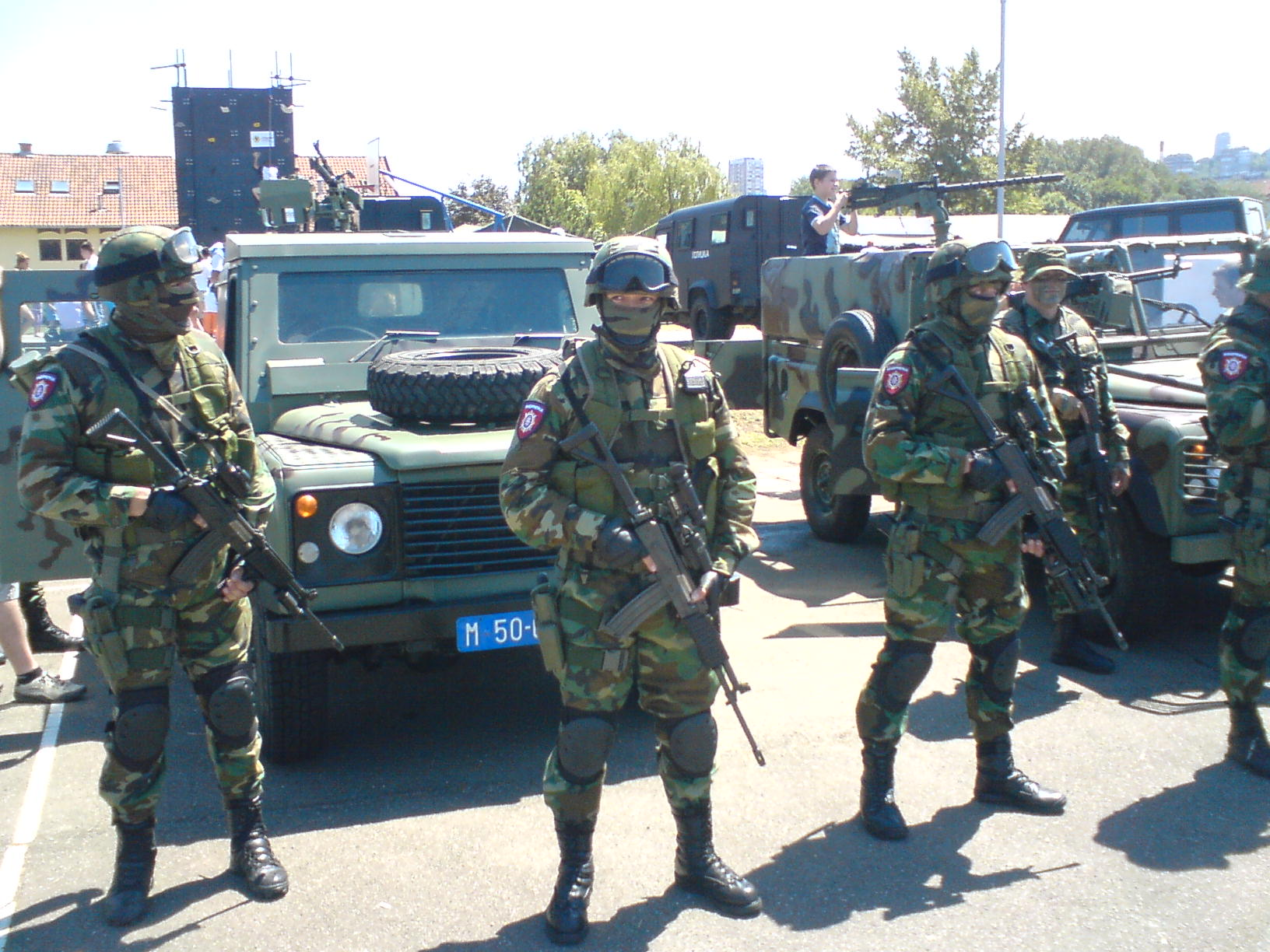
Un Zastava M21 utilizado por un gendarme serbio.

## Características
El M21 está basado en el AK-47, pero dispara el cartucho 5,56 x 45 OTAN. Los actuales modelos tienen un cajón de mecanismos hecho de chapa de acero estampada, con un espesor de 1,5 mm, mientras que los futuros modelos tendrán un cajón de mecanismos con un espesor de 0,9 mm para reducir su peso.
Al igual que muchos fusiles de asalto modernos, al M21 se le pueden montar rieles Picatinny para instalar accesorios tales como miras telescópicas, empuñaduras verticales, bípodes y otros.
Es un fusil accionado por los gases del disparo y tiene un cerrojo rotativo. Su cañón está forjado al frío y tiene ánima cromada, estando disponible un cañón con estriado poligonal, con una bocacha apagallamas/lanzagranadas de 22 mm integrada. Tiene una culata plegable de polímero, guardamanos de plástico de alta resistencia y un selector adicional en el lado izquierdo del cajón de mecanismos. Sobre la cubierta del cajón de mecanismos está montado un riel Picatinny, para poder instalar miras ópticas. También se le puede montar un lanzagranadas acoplado de 40 mm. Su cargador tiene una capacidad de 30 cartuchos. Su cadencia de disparo teórica es de 680 disparos/minuto, mientras que la cadencia efectiva es de 120 disparos/minuto.
El ánima del cañón del M21 tiene un estriado estándar, mientras que el ánima del cañón del M21B tiene un estiado poligonal. El ánima del cañón estándar tiene seis estrías a dextrógiro. También está disponible una versión con estriado poligonal en octágono, con cuatro estrías a dextrógiro. Ambos cañones tienen el ánima cromada para extender su vida útil.
El fusil tiene un alza pivotante con ajustes para 300 m y 500 m, así como un punto de mira. Un conjunto de rieles Picatinny en el guardmanos permiten la instalación de punteros láser o linternas tácticas. El M21 es un arma modular, que puede configurarse según la misión encomendada.   

## Variantes
- M21 A - Versión con cañón de 460 mm.[2]
  - M21 ABS - Versión con cañón de 460 mm y rieles Picatinny.
- M21 S - Versión con cañón de 375 mm.[5]
  - M21 SBS - Versión con cañón de 375 mm y rieles Picatinny.
- M21 C - Versión con cañón de 290 mm.[6]
  - M21 BS - Versión con cañón de 375 mm y rieles Picatinny.
- M05 N - Versión con cañón de 500 mm, que dispara el cartucho 7,62 x 51 OTAN.

## Producción
El M21 fue aceptado oficialmente el 29 de abril de 2004 por los militares de Serbia y Montenegro como el sucesor del Zastava M70 de 7,62 mm.
En 2004, el entonces Ministerio de Defensa de Serbia y Montenegro, ordenó a Zastava 500 fusiles de asalto M21. La producción en serie del nuevo fusil comenzó el 1 de septiembre de 2004 y 5.000 fusiles fueron producidos en 2004 con la designación M21. 
En 2005, un lote de fusiles M21, que cuesta 150.000 euros, fue recibido por Macedonia, que fue el primer cliente extranjero del M21.
En 2006 y 2007, los fusiles de asalto M21 fueron vistos en manos de las fuerzas iraquíes y los contratistas militares privados durante la guerra de Irak. En marzo de 2008, Irak ordenó 2.000 fusiles M21 para equipar a su ejército. 
En la actualidad cerca de 12.000 fusiles de asalto M21 se encuentran en servicio con las Fuerzas Armadas de Serbia.

## Usuarios
- Serbia - Fusil estándar, más de 25.000 unidades.[4]
- Armenia - Es empleado por las Fuerzas Especiales.[7]
- Azerbaiyán - Es empleado por las Fuerzas Especiales.[8]
- Bosnia y Herzegovina - Es empleado por la Policía y sus Unidades Especiales.[9]
- Camerún - Es empleado por las Fuerzas Especiales de la Policía.[10]
- Irak - Más de 2.000 unidades empleadas por las Fuerzas Armadas Iraquíes.[11]
- Jordania[9]
- Macedonia del Norte - Compró 500 fusiles en 2005.[4][12]
- Perú[13]